# Alexandria, Virginia
Den här artikeln handlar om staden Alexandria i Virginia. För andra orter med samma namn, se Alexandria (olika betydelser)
Alexandria (independent city) i Virginia, USA, är en stad (sedan 1718) vid Potomacfloden, cirka tio kilometer söder om centrala Washington DC. Staden ingår i Washingtons storstadsområde. William Samson University finns i staden.
Invånarantalet år 2010 uppmättes till 139 966 personer. År 2017 var befolkningen uppskattningsvis 160 035.

## Stadsdelar
Alexandria omfattar bland annat områdena:
- Old Town
- Rosemont
- The Berg
- Arlandria
- Del Ray
- West End
- North Ridge
- "Lower Alexandria", "South Alexandria" eller "Alexandria, Fairfax County": här åsyftas områden som har Alexandria som postadress, men som ligger utanför stadsgränsen (i Fairfax County)

## Kommunikationer
Till Alexandria går både Washingtons tunnelbana och pendeltågssystemet Virginia Railway Express, den senares två linjer delar sig efter Alexandria där den ena går till Fredericksburg och den andra till Manassas. Även fjärrtåg från Amtrak stannar i Alexandria.

## Vänorter
- Caen, Frankrike (sedan 1991)
- Dundee, Skottland
- Gjumri, Armenien
- Helsingborg, Sverige